# Das weite Land
Das weite Land é um drama austro-alemão de 1987 que foi adaptado da peça de Arthur Schnitzler e dirigido por Luc Bondy. Foi exibido na seção Un Certain Regard do Festival de Cinema de Cannes de 1987. Foi selecionado como a entrada austríaca para melhor filme estrangeiro no 61.º Óscar, mas não foi aceito como indicado.

## Elenco
Segue o elenco:
- Michel Piccoli – Friedrich Hofreiter
- Bulle Ogier – Genia
- Milena Vukotic – Frau Wahl
- Dominique Blanc – Adèle Natter
- Jutta Lampe
- Alain Cuny
- Gabriel Barylli
- Paulus Manker